# Heinrich Minden (Schauspieler)
Heinrich Alfred Minden (* 19. August 1915 in Dresden; † 22. August 1979 bei St. Christoph am Arlberg) war ein deutscher Schauspieler und Regisseur.

## Leben und Wirken
Er war der Sohn des Dresdner Verlegers und Lyrikers Heinrich Minden und dessen Ehefrau Irmgard Ruth Minden geborene Wiebe. Der Verlagsgründer Heinrich Ludwig Franz Wladimir Minden und dessen Ehefrau Julie Constanze geborene Lobe waren seine Großeltern.
Nach dem Abitur in Dresden studierte Minden Theaterwissenschaften, Germanistik, Philosophie und Geschichte an der Universität Köln. Nach der Rückkehr aus dem Zweiten Weltkrieg war er als Schauspieler und Regisseur an Theatern in Dresden, Erfurt, Köln und Kamenz tätig. 1947 wurde er in Erfurt Oberspielleiter und im Anschluss 1948 Intendant des Stadttheaters Burg bei Magdeburg. 1949 verließ er die Sowjetische Besatzungszone und übernahm die Leitung des Zimmertheaters in Köln. Gleichzeitig war er als Dozent am Theaterwissenschaftlichen Institut in Köln tätig. Außerdem arbeitete er 1950/51 als freier Mitarbeiter an der Hörspielabteilung des Nordwestdeutschen Rundfunks in Köln, bevor er als Oberspielleiter nach Remscheid ging. 1958 übernahm er die Leitung des Pressebüros der Städtischen Bühnen in Frankfurt am Main. Er starb bei einer Bergwanderung von St. Christoph am Arlberg hinauf zur Kaltenberghütte an Herzversagen.
Sein wissenschaftlicher Nachlass befindet sich in der Universitätsbibliothek Frankfurt am Main.